# بارتي أنيمالز
بارتي أنيمالز (بالإنجليزية: Party Animals)‏ هي لعبة فيديو جماعية من المقرر إصدارها على جهاز مايكروسوفت ويندوز في تاريخ لم يحدد بعد،تم إصدار نسخة تجريبة للعبة في الفترة بين 16 يونيو 2020 حتى 21 يونيو 2020.